# 노보시비르스크
노보시비르스크(러시아어: Новосиби́рск, 영어: Novosibirsk, 문화어: 노보씨비르스크)는 인구 수 기준으로 러시아 제3의 도시이며 시베리아 제1의 도시다.
시베리아 연방관구, 노보시비르스크주, 노보시비르스크구의 행정수도(주도)이며 서시베리아경제구역의 중심지이다. 노보시비르스크는 의의가 있는 도시로서, 도시구의 지위를 가진 시市 구성체 노보시비르스크시를 구성하는데, 이는 러시아에서 가장 인구가 많은 시 구성체이다. 또한 노보시비르스크에는 서시베리아철도 관리국, 시베리아연방관구 러시아연방 대통령대표실, 러시아과학원 시베리아지부 의장실, 러시아연방 군사상고법원 등이 있다.
노보시비르스크 광역도시권의 중심지이자 시베리아에서 가장 큰 상업, 업무, 문화, 교통, 교육, 학문의 중심지이다.
노보시비르스크는 1893년 성립됐으며, 시의 지위는 1903년 12월 28년 부여되었다. 인구는 1,625,600명으로(2020년), 러시아의 아시아 부분에서 가장 인구가 많은 도시이다.
오비 강의 양안에 도시가 자리잡고 있으며, 도시 근처엔 오비 강을 수원으로 하며 노보시비르스크 수력발전댐으로 막힌 노보시비르스크 저수지가 있다. 도시의 넓이는 502.7제곱킬로미터다.
시장은 전체 시민의 투표에 의해 선출되며, 2014년 4월 23일부터 아나톨리 로코티(러시아공산당)이 재임 중이다.

## 어원
1893년 "새로운 마을"(러시아어: Новая Деревня), 비공식적으론 "구셰프카"(러시아어: Гусевка)라는 이름으로 마을이 만들어졌다. 이는 시베리아 횡단 철도가 놓여지며 오브 강을 지나는 철교가 건설됨에 따른 것이었다. 1894년 "새로운 마을"은 시베리아 횡단 철도의 건설을 시작한 차르 알렉산드르 3세의 이름을 따라 "알렉산드롭스키" 마을로 개명되며, 1895년엔 니콜라이 2세의 이름을 따라 "노보니콜라옙스키" 마을로 재차 개명된다. 1903년, 마을은 노보니콜라옙스크 시로 전환된다. 앞의 노보-는 당시 "니콜라옙스크"라는 이름을 가졌던 다른 두 도시와 차이를 두기 위함이었다. 이들은 각각 아무르강 어귀(1926년부터 니콜라옙스크나아무레)와 자볼쥐예(1918년부터 푸가초프)에 있었다.

## 역사
1925년까지는 노보니콜라옙스크(러시아어: Ново-Николаевск)라고 불렸으나, 그 후 노보시비르스크라고 개칭하였다. 1893년 시베리아 철도가 오비 강을 횡단하는 지점에 소도시가 생긴 것에서 비롯되었다. 시의 발전은 혁명 후 시베리아 개발에 따라 급속한 진전을 보여, 시베리아 최대의 공업 도시가 되었다.

### 형성과정과 1917년 이전의 역사

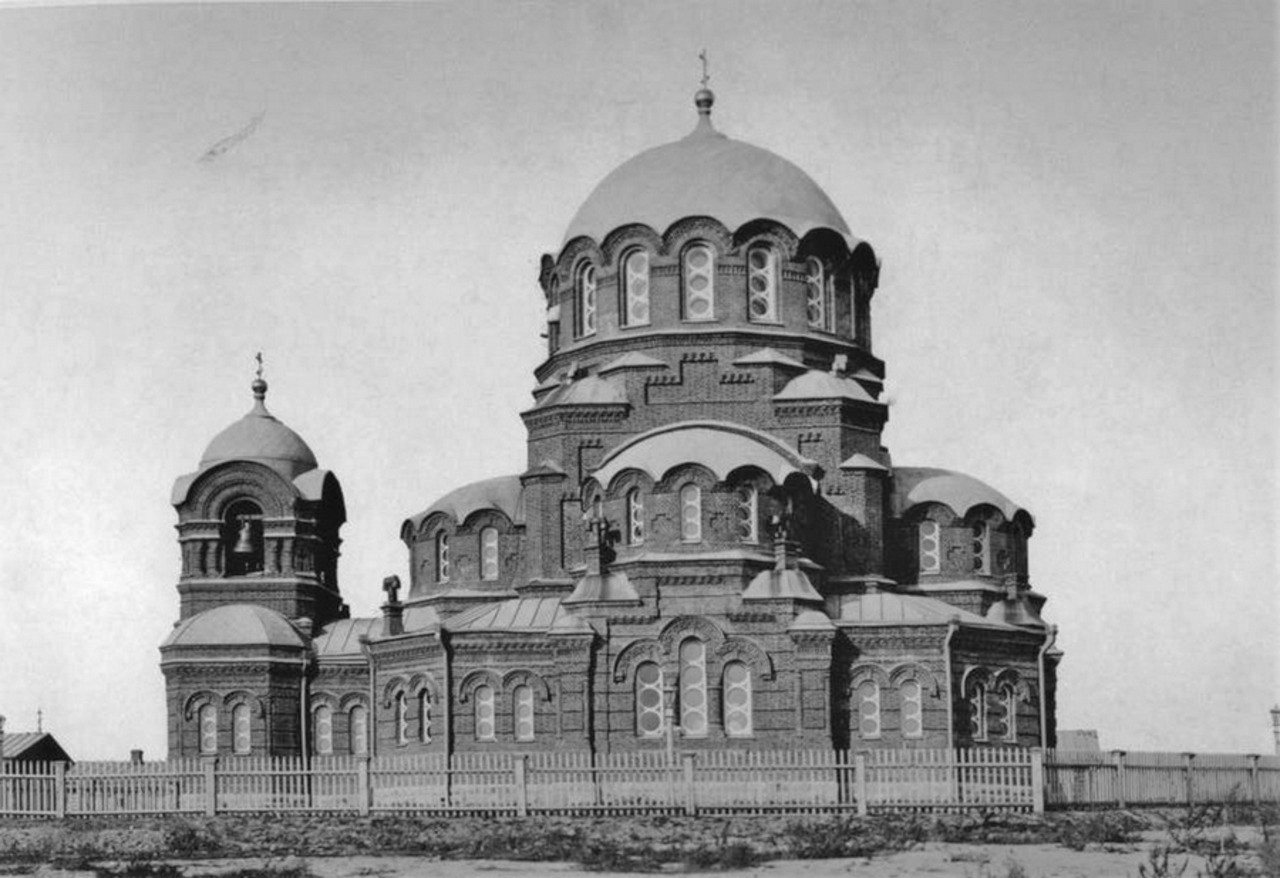
알렉산드르 넵스키 성당. 가장 처음으로 건설된 도시의 석조 건축물 중 하나이다. 1899년.

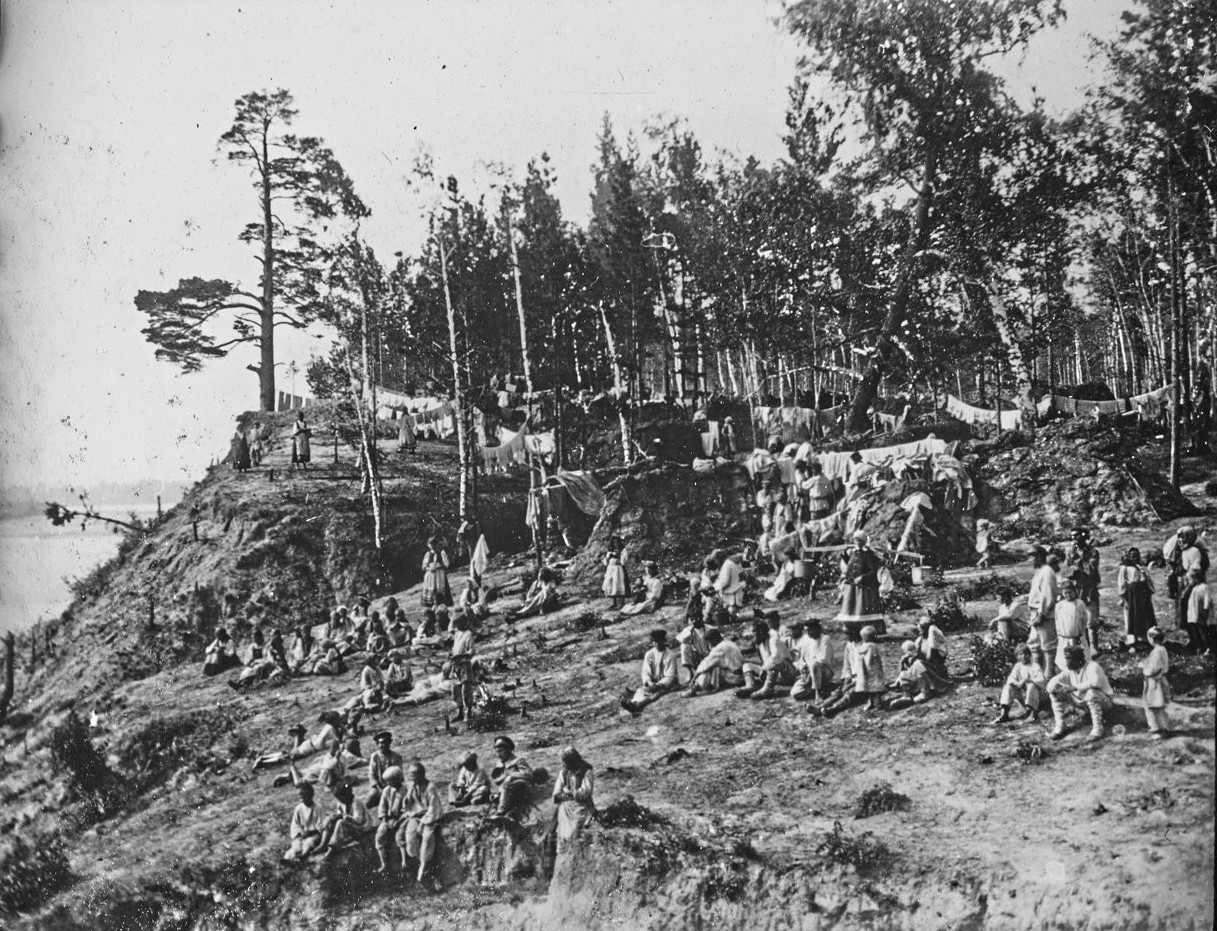
크리쇼코보 마을 주민, 1890년대.

현재 노보시비르스크 지역에 처음 정착한 러시아계 인구는 니콜스키 포고스트 또는 크리보쇼코보 마을의 거주민이었다.
1893년 4월 30일 (그레고리력 5월 12일) 교각건설 노동자 주택을 건설하기 위한 노동자의 첫 무리가 도착했고, 이날은 공식적인 노보시비르스크의 탄생일로 여겨진다.
1896년까지 서시베리아철도는 오브 강까지 건설되었고, 따라서 볼쇼예 크리보쇼코보는 부분적으로 해체됐다. 100가구 이상이 맞은편 기슭에 정착하여 1891년 크리보쇼콥스키 마을을 형성했으며, (아틀라스 아시아 러시아, 페테르부르크 1916년), 파괴된 촌락의 자리엔 구내선이 건설되었고 이로부터 1베르스타 거리에 크리보쇼코보역(1960년부터 노보시비르스크-자파드니역)이 건설되었다.) 1897년 오브 강을 건너는 철교가 건설되었다. 철도와 역 시설은 재정착된 마을에 인구를 유입시켰다. 이렇게 몇 년만에 인구는 685명에서 2000명까지 증가했다.
한편 크리보쇼콥스카야 슬로보다는 1930년 10월 20일 자옵스키 구(1934년부터 키롭스키 구)라는 명칭으로 노보시비르스크 시에 편입되었다.
1909년 5월 11일 (그리고리력 24일) 노보-니콜라옙스크에 대화재가 일어나 며칠동안 지속되었다. 불길은 794가구와 택지 내의 모든 건축물을 태웠으며, 도시의 22개 구역을 불태웠고, 6천명 이상의 거처를 앗아갔다. (이들 대부분은 카멘키 시장 근처 노천에서 천막을 치고 살게 되었다.) 화재로 인하여 5백만 루블 이상의 금전적 손실이 발생했다. 또, 화재로부터 며칠 뒤 전염병인 장티푸스와 콜레라가 유행하기 시작했다. 한편 1909년, 오브역이 노보니콜라옙스크역으로 개명되었다.
1912년 노보-니콜라옙스크 정부는 공식적으로 전인구 대상 초등교육을 실시했다. (이 시점까지 전인구 초등교육은 오직 야로슬라블에서만 실시 중이었다.) 같은 해, 또 하나의 큰 사건이 일어났다. 노보-니콜라옙스크의 운명은 (큰 강과 시베리아 횡단철도가 만나는 곳에 위치한) 다른 철도역 마을과 비슷하게 흘러갈 수 있었으나, 운명이 개입한 것이다. 상트페테르부르크에서 시베리아의 철도를 알타이 산맥과 연결시킨다는 결정이 내려졌다. 기점에 대해 다양한 의견이 오갔으나, 노보니콜라옙스크의 시장 블라디미르 제르나코프가 3년동안 모든 수단을 동원해 세미팔라틴스크(알타이 분선의 종점)로의 철도는 반드시 철도역 도시인 노보시콜라옙스크를 기점으로 가설되어야 한다는 주장을 관철시키기 위해 노력했다. 결과적으로 1912년 6월 3일 (그레고리력 16일) 미래의 노보시비르스크에 있어 아주 중요한 사건이 일어났다. 제르나코프의 안이 최종 승인을 받은 것이다. 노보-니콜라옙스크는 순식간에 러시아에서 가장 큰 복합운송 교차점이 되었다. 남부의 전조등이 다른 모든 것의 지위를 바꿨으며, 이들은 다국적이 되었다. 이때부터 노보-니콜라옙스크는 경제적 붐이 일었으며, 이는 1915년 노보니콜라옙스크 - 세미팔라틴스크 철도가 건설될 때 정점에 다다라 도시엔 7만명의 인구가 살았고 은행이 7개나 있었다. 이 시기 도시의 상징은 (니콜라옙스크 대로(현재는 크라스니 대로)에서 당해 개관식을 했던) 성 니콜라이 성당이 되었다.
1915년 노보니콜라옙스크 II역(1960년부터 노보시비르스크-유즈니역)이 건설되고, 노보니콜라옙스크역은 노보니콜라옙스크 I-승객역과 노보니콜라옙스크 III-화물역으로 분리되었다.
1916년 노보-니콜라옙스크는 1917년에 새로 형성되기로 예정된 알타이현의 현도로 선정되었다. 한편, 임시정부는 현의 수도를 바르나울로 결정하였다.
1910년대 중반까지 도시의 인구는 75,000명으로 집계되었다 (이는 정주하지 않는 군부대 인원을 제외한 숫자였다.) 도시엔 820톤 용량의 버터를 위한 빙실이 있는 개인 철도하적장, 8개의 종교기관 (정교회 5개소, 가톨릭 1개소, 고의식파 1개소, 유럽 오라토리오회 1개소)과 40개 이상의 교육기관(실업학교, 여학교, 4년제 대학, 2년제 철도대학, 초등교육기관 등), 인쇄소, 도서관 4곳, 병원 4곳, 진료소, 출납국, 은행 지점 6곳과 토지은행 에이전시 2곳(은행의 유통량은 약 2억 5천만 루블이었다), 증권거래소, 공장(보옌노-수하르니 공장, 주철공장 "티-바 트루드"와 "베르만 이 페테르스", 제혁공장, 비누공장, 직조공장 등)이 있었다.

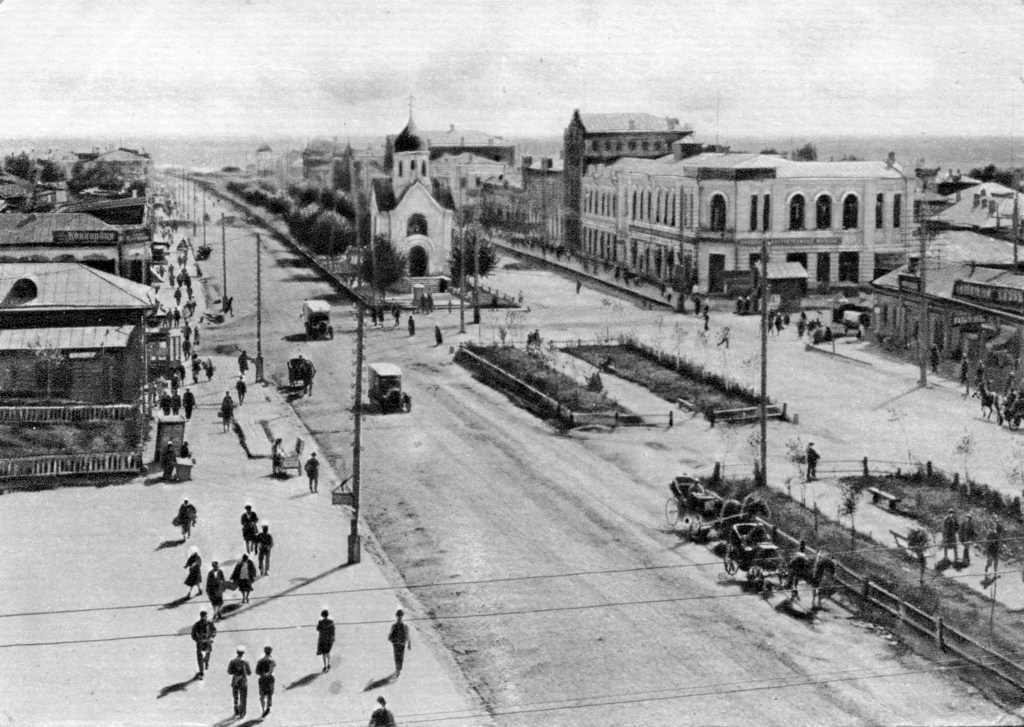
성 니콜라이 성당, 1920년대 말.

### 1917년 이후
2월 혁명 이후, 시의 인민회의에서 선거가 열렸으며, 노동자, 군인, 농민 소비에트가 구성되었다. 1917년 12월 27일(율리우스력으로는 14일), 볼셰비키 지도자인 페투호프의 무장 집단이 시의회로 진입하였고, 도시의 권력은 소비에트에게 돌아가게 된다.
1918년 5월 26일, 체코슬로바키아 군단 가운데 하나가 무장 반란을 일으켰다. 이들은 가이다 제독의 지휘 하에 5월 14~25일 벌어진 사건 이후 계속하여 무장 군단을 키워왔으며, 노보니콜라옙스크의 소비에트 권력을 뒤엎고 지하의 반볼셰비키 장교들의 참여 하에 이 급작스러운 군사적 행동으로 도시를 점령하였다. 한편, 톰스크에서는 주민들이 지방 볼셰비키 소비에트를 뒤엎고 톰스크, 알타이, 옴스크, 예니세이 현에 이르는 영토에서 자치공화국, 즉 시베리아 주의 형성을 선언하였다. 이는 그리고리 포타닌의 주도 하에 반군주적 대학 인텔리겐찌야들이 나선 일이었다. 5월 28일, 그리쉰-알마조프 장군이 노보니콜라옙스크에 도착했으며, 그의 도착을 자치 시베리아 공화국의 서시베리아 군구의 지휘자들에게 선언했다. 노보시비르스크 볼셰비키 소비에트의 군사 지휘자(표도르 고르반, 표도르 세레브렌니코프, 드미트리 뽈코브니코프, 알렉산드르 페투호프 등)는 1918년 6월 4일 재판 없이 총살당한 뒤 비밀리에 매장되었다. 이 테러는 소비에트 권력과 이를 지지하는 노동자, 농민, 근로자들에 정면으로 대항하려는 것이었다. 요원들이 작성한 목록에 따라 체포와 처형이 매일 이어졌다. 테러는 1919년 12월까지 이어졌으며, 러시아 백군의 만행으로 기억되었다. 그리쉰-알마조프는 적과의 전투가 적극적이고 무자비해야 한다고 지시했다.
1918년 6월 30일, 서시베리아 위원회(러시아어: Западно-Сибирский комиссариат)는 권력을 시베리아 임시정부에게 양도했다. 임시정부는 시베리아 주 대표자들이 설립했으며 톰스크와 하얼빈에서 활동하던 П. В. 볼로고드스키가 이끌었다. 이후 임시정부는 옴스크로 이전됐는데, 노보니콜라옙스크가 계속 폴란드군과 체코군에게 통제됐기 때문이다. 외국 군대는 또한 지역 주민들에 대하여 정기적 처형을 시행하기도 했다. 당시 대부분의 사람들은 폴란드군의 이러한 범죄를 부정적으로 평가했다. 1919년 11월, 자치 시베리아는 무너졌다. 붉은 군대 제 5군이 옴스크를 점령했고, 1달 후 바르나울에서 톰스크까지에 분포한 시베리아군은 무장해제되었다. 톰스크와 노보시콜라옙스크는 1919년 12월 2-30일대에 붕괴되었다.
러시아 내전이 끝난 후인 1920년 봄, 노보니콜라옙스크에 발진티푸스와 콜레라가 유행했다. 해당 질병은 러시아의 유럽 측에서 온 난민들이 옮겨왔다. 1919년 8월 도시의 인구는 약 13만 명이었으나, 1920년 6만 7천여 명으로 감소했다. 소비에트 정부는 이 "체카티푸스"에 대응하기 위해 긴급위원회를 설치하였다. 노보니콜라옙스크의 병은 주 전역으로 확산되었다. 정부기관은 잘 대응하지 못했다. 이는 철도 업무의 측면에서도 마찬가지였으며, 주민들은 굶주림에 시달렸다. 열차 정차시간동안 노보시비르스크에 머무르는 사람들은 먹을 것과 잠잘 곳을 찾아 도시를 돌아다녔다.
1920년엔 톰스크현 남서쪽 농촌 마을에서 어려운 상황으로 농산물 징발(러시아어: продразвёрстка)이 실시되었으며, 이는 반볼셰비키 농민반란군인 시베리아 연합(러시아어: Сибирская Вандея)의 창설을 야기했다. 농민반란군의 슬로건은 소비에트 권력의 보호와 사회주의 혁명이었으나, 공산주의자에는 배제적이었다. 반란군의 활동영역에서 공산주의 부대들은 완전히 괴멸되었다. 대략 150명이 사망했으며, 사망자는 러시아공산당(РКП(б)) 당원과 콜리바나(반란 중심지)의 민병대 대원이었다. 반란군은 사병 군대와 파르티잔 부대를 조직했다. 이 시점에서 노보니콜라옙스크엔 붉은 군대의 상비 주둔군이 없었으며, 도시의 방비는 체카(ВЧК) 인원들과 민병대로 조직되어 있었다. 반란군의 일부는 도시 근방인 칙 역을 점령했다. 시베리아 위원회는 즉시 톰스크로 모든 정부기관과 당 기관을 대피시켰다. 톰스크는 현도의 위상을 되찾았다. 노보니콜라옙스크와 톰스크로부터 반란군에 대항해 체카와 ЧОН(당원과 콤소몰 열성회원들의 무장 부대)가 진격했다. 반란군은 강력 진압되었고 대략 600명이 구속됐으며, 주동자 250명에게 총살형이 선고되었다.
주요 교통거점을 지키기 위하여, 전러시아중앙집행위원회(ВЦИК) 지도부는 1921년 6월 13일 시베리아혁명위원회(Сибревком)를 통하여 노보니콜라옙스크를 "새로운 프롤레타리아적 행정-정치 중심"으로 전환하고 톰스크현과 옴스크현의 영토 일부로 노보니콜라옙스크 현(러시아어: Новониколаевская губерния)을 형성할 것을 결정했다. 또한, 시베리아혁명위원회는 옴스크에서 이곳으로 신문 "소비에트스카야 시비르"의 편집부를 포함하여 모든 러시아공산당 행정조직을 옮길 것을 결정했다. 그리고 1925년 5월 25일, 시베리아혁명위원회는 시베리아 영토의 행정적 재구획을 시행했으며, 이로써 노보-니콜라옙스크/노보시비르스크를 주도로 삼은 새로운 행정구획인 시베리아주가 형성되었다. 이 구획엔 기존 톰스크, 옴스크, 노보니콜라옙스크, 알타이, 예니세이 현, 그리고 오이로트 자치주 가 포함되었다.

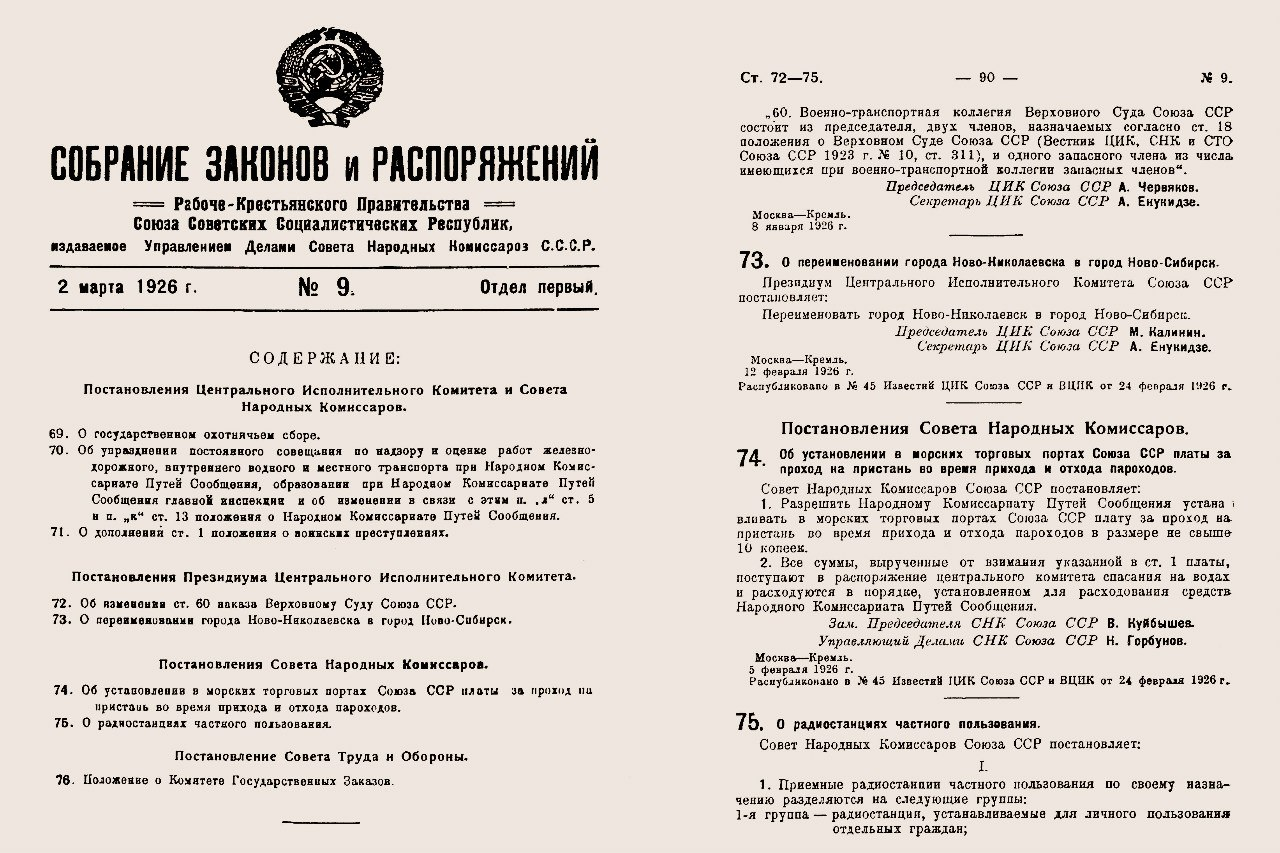
노보-니콜라옙스크에서 노보-시비르스크로의 개명에 관한 전러시아중앙집행위원회의 결정문

노보-니콜라옙스크의 소비에트 정권은 1918년 1월 말에 설립되었으며, 가장 처음으로 도시의 개명을 논의하였다. 소비에트 정권이 재건된 이후 1919년 12월 해당 논의가 다시 진행되었으며, 당시 많은 이름이 제안되었다.  1925년 12월 시베리아 소비에트의 첫 주의회는 도시의 새 명칭에 대한 결정을 내렸다. 결정 직후인 1925년 12월 10일자 "소비에트스카야 시비르"에 게재된 것과 같이, 노보니콜라옙스크의 명칭은 '노보시비르스크'로 바뀌었다. 공식적으로 도시가 노보-니콜라옙스크로 불렸기 때문에, 전러시아중앙집행위원회는 1926년 2월 12일 개명에 관한 결정으로 오류를 수정하여 노보-니콜라옙스크는 노보-시비르스크로 명칭이 변경된다. 한편, 이전 도시명에 있었던 하이픈은, 노보-시비르스크라는 이름에서는 사회에서 뿌리내리지 못했고 쓰이지 않았다.
행정중심 중에서는 세계에서 가장 큰 행정-영토적 단일체인 노보시비르스크는 다시 발전하기 시작했다. 도시는 "시베리아의 시카고"라는 별명을 얻기도 했다. 이 별명은 러시아연방공화국 국가교육위원회의 아나톨리 루나차르스키가 붙인 것인데, 그는 1920년대 말 노보시비르스크에 방문했으며 이때 다음 말을 남겼다.
"만약 노보시비르스크가 5년 전이었다면 아직 반쯤 시골이었겠지만, 오늘날 이 특별한 도시는 20만의 수도로 성장했고, 마치 진정한 시베리아의 시카고처럼 거침없이 앞으로 달려나가고 있다."
1930년 크리보쇼콥스카야 슬로보다(러시아어: Кривощёковская слобода)는 자옵스키 구로 개명되며 노보시비르스크시의 영토로 편입되었다. 해당 편입 전까지 노보시비르스크의 영토는 오비 강의 우변으로만 위치하고 있었다. 같은 해 7월 30일 전러시아중앙집행위원회의 결정으로 서시베리아주가 형성되었고, 이는 기존 시베리아주의 14개 관구와 오이로트 자치주로 구성되었으며, 노보시비르스크를 중심으로 했다.
1934년 학문과 문화의 궁전(현 오페라발레극장) 건축 중 모스크바 엔지니어 Б. Ф. 마테리가 작업한 돔천장 건설이 완료되었다. 천장을 지지하는 것은 빔리스 강화콘크리트 링으로, 이는 원형으로 서있는 기둥들의 지지를 받는다. 돔천장은 직경 55.5m, 벽두께 8cm의 단일 강화콘크리트 구조로 지어졌다. 마테리의 작품인 이 돔의 직경 대비 벽두께는 1/750으로, 이는 달걀의 직경 대비 껍질두께인 1/250보다 얇다. 오페라극장 건물은 현대 노보시비르스크의 상징으로 자리잡았다.
1936년 당시 노보시비르스크에서 가장 큰 기업이었던 타마기, 펌프 생산공장 "시브마슈스트로이"의 종목과 사장, 그리고 명칭이 변경되었다. 이는 "제 153 항공산업회사"로 재설립되었으며, 전투기 부품을 생산하는 공장이 되었다. 주목할 것은 공장이 니콜라이 폴리카르포프가 설계한 И-16 단일 품목만을 다뤄 막대한 생산량을 보여주었다는 것이며, 해당 비행기는 오늘날 세계 1위의 수납형 랜딩기어가 달린 고속저익단엽기로 평가된다.
공장은 1939년 발레리 츠칼로프의 이름이 명명되었고 (И-16은 "츠칼로프기"라고 불렸으며, 이는 츠칼로프가 비행기를 타본 후 신형 전투기의 선구자라고 스탈린에게 선보였기 때문이다.) 2차 세계대전 기간 동안 주요 전투기 생산처 가운데 하나가 되었다. 1944년 노보시비르스크에서 전선으로 하루에 17대의 전투기가 공급되었고, 이때 츠칼로프 공장 노동자의 절반 이상이 도시 근교에서 온 12-14세의 청소년이었다. 이들은 하루에 빵 700그램이라는 열악한 규율의 조건에서 일했으며, 이것으로 노보시비르스크는 '하루에 한 편대'라는 모토를 받았고, 도시는 2차대전 전사에 기록되게 된다.
1937년 9월 28일 소련 중앙집행위원회는 서시베리아 주를 분할하여 노보시비르스크를 수도로 노보시비르스크주, 바르나울을 수도로 알타이주를 수립한다는 전러시아중앙집행위원회의 결정을 승인하였다. 이 결정에 따라 노보시비르스크 주에서 케메로보주(1943년 1월 26일)와 톰스크주(1944년 8월 13일)가 분리되어 나온다.
1943년 8월 12일부터 1958년 6월 3일까지 노보시비르스크는 독립된 예산이 있는 독립적인 행정-경제적 중심이었으며, 러시아연방의 공화적 종속체라는 지위를 가지고 있었다.
1948년 9월 25일 노보시비르스크의 북쪽 변경에 우라늄 관련품을 생산하는 비밀 공장이 세워졌으며, 제 80번 공장 또는 노보시비르스크 화학농축물공장으로 불렸다. 이후 해당 구에는 당시의 용어대로 소쯔고로도크('사회주의 소도시')라는 이름이 붙여졌으며, 이는 특유의 생산방식과 당국과의 특수한 관계(프로젝트는 라브렌티 베리야가 관리했다.)에 의한 것이었다. 1951년 80번 "상자"에서 우라늄의 생산이 시작되었고, 첫 단계로 이를 노천 채굴하여 제련하였다.
노보시비르스크에 소련과학원 시베리아 지부(СО АН СССР)를 세우자는 의견은 1957년에 나왔으며, 니키타 흐루쇼프가 정권을 잡은 후였다. 이 계획을 세 명의 위대한 소비에트 학자들이 지지했다. 세 명은 각각 대전차고폭탄의 "아버지" 미하일 라브렌티예프, 수학자 세르게이 소볼레프와 화학자/기계공학자 세르게이 흐리스티아노비치였다. 노보시비르스크의 변두리에 이러한 학자들의 의견에 따라 아카뎀고로도크가 들어섰다.
피난 인구는 학문과 예술의 발전에 영향을 미친 것뿐만 아니라, 인구적 상황에도 영향을 끼쳐, 1962년 9월 2일 노보시비르스크에는 공식적으로 백만명의 거주자가 등록되었다.
1960년대에 서시베리아철도는 초대 사장 Н. П. 니콜스키의 지도 아래 기술적 개선을 이뤄냈고, 많은 요소들이 혁신적으로 개혁되었다. 증기 기관차를 대신하여 디젤 기관차와 전기 기관차가 운행을 시작하고, 여객철도의 현대적인 시스템이 태동하게 되었다.
1969년엔 지역 동물원(1947년 조직되었다)에 수의사 로스티슬라프 쉴로가 취임한다.
1972년 8월 노보시비르스크에 소련 공산당 서기장인 레오니트 브레즈네프가 방문한다. 노보시비르스크 주의회 제1서기장인 표도르 고랴체프는 브레즈네프와의 대담에서 노보시비르스크 지하철의 신속한 건설의 중요성을 역설했으며, 이는 시베리아에서 최초였다. 건설기간 중 수석 엔지니어 С. В. 찌간코프와 엔지니어 К. П. 비노그라도프는 14개의 지지기둥으로 오비강을 지나는 철교의 건설을 제안했으며, 이는 세계에서 가장 긴 전철 철교이다. 1985년 12월 28일 노보시비르스크 지하철이 국가의회의 승인을 받았으며, 1986년 1월 7일 지하철이 공식적으로 개통되었다.
1982년 4월 28일 러시아연방 상원의장이 노보시비르스크에 레닌 훈장을 수여하였으며, 1990년 2월 노보시비르스크는 시베리아의 문화와 학문의 중심지로서 역사도시의 칭호를 받는다.
1987년 노보시비르스크시의 날이 기념일로 지정되어, 1987년 10월 4일 처음으로 기념된다. 이 날은 모든 기념일을 통틀어 가장 추운 날로 기록되었는데, 온도가 영하로 떨어졌고, 첫눈이 내렸다. 다음해부터 기념일은 6월로 옮겨진다. 1995년부터 노보시비르스크는 6월의 가장 마지막 일요일을 기념일로 지정하였다.
1993년 노보시비르스크주의 첫 주지사인 비탈리 무하가 러시아 대통령령에 의해 직위해제되었다. 러시아 연방의회 상원을 해산하려는 그의 움직임을 지지하기를 거부한 데에 따른 조치였다. 1990년대 중반 노보시비르스크는 주변의 도시와 같이, 시베리아의 '적색 지대'에 속하게 된다.
2000년 5월 13일 러시아 대통령 블라디미르 푸틴의 대통령령에 따라 시베리아 연방관구가 조직되었으며, 노보시비르스크가 중심지로 지정되었다.
2015년 노보시비르스크는 "전쟁과 노동의 명예도시" 칭호를 받는다.
2020년 6월 2일 노보시비르스크는 "용맹한 노동의 도시" 칭호를 얻는다.

## 산업
1930년 이래 쿠즈바스로부터 원료를 도입하였다. 이 때문에 산업이 지금도 잘 이루어지고 있다. 기계제조(터빈·발전기·광업기·공작기·농기), 제강, 면공업이 성하다.

## 도시권
시의 남쪽 30km 지점에는 1959년 학술도시 아카뎀고로도크가 창설되었다. 시베리아에서 가장 큰 도시로서 부근의 위성도시와 연결되어 대도시권을 형성하고 있다.

## 기후
노보시비르스크는 대륙성 기후대에 위치하고 있다. 따라서 도시의 기후는 지리적 위치에 영향을 받는다. 도시는 모스크바에서 동쪽으로 3000km 떨어져 있으며 울란바토르에서 서쪽으로 2000km 떨어져 있다. 도시의 기후는 부드러운 대서양의 영향이 있음에도, 통상적으로 아시아의 거친 대륙성 기후를 나타낸다. 영토의 균일성은 추위가 북에서, 따듯한 공기가 남서쪽에서 자유롭게 밀려오도록 해준다. 이로 인하여 겨울엔 혹독한 추위가 들이닥치며, 짧은 기간 동안 따듯해진다.
노보시비르스크의 위도에서 해가 떠 있는 시간은 동지(12월 21일 부근) 시점에서 7시간 9분, 하지(6월 21일 부근) 시점에서 17시간 23분이다. 연평균 일조시간은 2088시간이다. 다른 도시와 비교하자면, 카잔의 일조시간은 1916시간, 위도가 같은 모스크바는 1568시간이다. 한편, 평균에서 중요한 예외사항이 있는데, 비정상적으로 2011년은 "밝았던 해"로, 총 일조시간이 2308시간을 기록하였다. 1972년은 가장 "어두웠던" 해로, 1691시간을 기록했다. 가장 적은 일조량을 기록하는 기간은 11월부터 1월이며, 가장 많은 기간은 6월부터 7월이다.
1966년부터 2013년 노보시비르스크의 연평균 기온은 +1.3도이다. 연교차가 크다는 특징을 보인다(월평균기온 기준 38도, 최고/최저기록 기준 90도). 1월의 월평균기온은 정확히 -17.7도이며, 7월엔 19.3도이다. 기온 최저기록은 1915년 1월 9일의 -51.1도이며, 최고기록은 2014년 6월 12일의 41.1도이다. 노보시비르스크는 대도시임에 따라, 도시 열섬 현상을 보여 도시 부분의 기온이 주변부에 비해 1-4도 높다. 봄에는 도시 부근의 온도가 빠르게 높아지며, 여름엔 0.7도 높다.
| 노보시비르스크의 기후                                            | 노보시비르스크의 기후 | 노보시비르스크의 기후 | 노보시비르스크의 기후 | 노보시비르스크의 기후 | 노보시비르스크의 기후 | 노보시비르스크의 기후 | 노보시비르스크의 기후 | 노보시비르스크의 기후 | 노보시비르스크의 기후 | 노보시비르스크의 기후 | 노보시비르스크의 기후 | 노보시비르스크의 기후 | 노보시비르스크의 기후 |
| 월                                                               | 1월                   | 2월                   | 3월                   | 4월                   | 5월                   | 6월                   | 7월                   | 8월                   | 9월                   | 10월                  | 11월                  | 12월                  | 연간                  |
| ---------------------------------------------------------------- | --------------------- | --------------------- | --------------------- | --------------------- | --------------------- | --------------------- | --------------------- | --------------------- | --------------------- | --------------------- | --------------------- | --------------------- | --------------------- |
| 역대 최고 기온 °C (°F)                                           | 4.1 (39.4)            | 5.1 (41.2)            | 14.4 (57.9)           | 30.7 (87.3)           | 36.1 (97.0)           | 37.3 (99.1)           | 36.4 (97.5)           | 35.7 (96.3)           | 33.2 (91.8)           | 23.8 (74.8)           | 11.7 (53.1)           | 4.8 (40.6)            | 37.3 (99.1)           |
| 일평균 최고 기온 °C (°F)                                         | −12.6 (9.3)           | −9.2 (15.4)           | −1.3 (29.7)           | 9.6 (49.3)            | 18.9 (66.0)           | 23.8 (74.8)           | 25.4 (77.7)           | 23.1 (73.6)           | 16.1 (61.0)           | 7.9 (46.2)            | −3.4 (25.9)           | −9.9 (14.2)           | 7.4 (45.3)            |
| 일일 평균 기온 °C (°F)                                           | −17.0 (1.4)           | −14.4 (6.1)           | −6.8 (19.8)           | 3.6 (38.5)            | 11.9 (53.4)           | 17.6 (63.7)           | 19.5 (67.1)           | 16.9 (62.4)           | 10.3 (50.5)           | 3.3 (37.9)            | −6.8 (19.8)           | −13.9 (7.0)           | 2.0 (35.6)            |
| 일평균 최저 기온 °C (°F)                                         | −21.2 (−6.2)          | −19.1 (−2.4)          | −11.9 (10.6)          | −1.4 (29.5)           | 5.7 (42.3)            | 11.7 (53.1)           | 13.9 (57.0)           | 11.5 (52.7)           | 5.7 (42.3)            | −0.2 (31.6)           | −10.1 (13.8)          | −18 (0)               | −2.8 (27.0)           |
| 역대 최저 기온 °C (°F)                                           | −46.2 (−51.2)         | −46.3 (−51.3)         | −36.4 (−33.5)         | −29 (−20)             | −8.6 (16.5)           | −2.0 (28.4)           | 3.9 (39.0)            | 0.2 (32.4)            | −6.9 (19.6)           | −26.4 (−15.5)         | −39.6 (−39.3)         | −45.7 (−50.3)         | −46.3 (−51.3)         |
| 평균 강수량 mm (인치)                                            | 25 (1.0)              | 18 (0.7)              | 20 (0.8)              | 24 (0.9)              | 37 (1.5)              | 55 (2.2)              | 68 (2.7)              | 58 (2.3)              | 46 (1.8)              | 43 (1.7)              | 39 (1.5)              | 36 (1.4)              | 469 (18.5)            |
| 평균 강우일수                                                    | 1                     | 1                     | 2                     | 8                     | 13                    | 14                    | 14                    | 14                    | 16                    | 12                    | 5                     | 1                     | 101                   |
| 평균 강설일수                                                    | 23                    | 19                    | 15                    | 9                     | 3                     | 0.1                   | 0                     | 0                     | 1                     | 11                    | 20                    | 25                    | 126                   |
| 평균 상대 습도 (%)                                               | 82                    | 81                    | 77                    | 65                    | 58                    | 66                    | 73                    | 75                    | 75                    | 78                    | 83                    | 83                    | 75                    |
| 평균 월간 일조시간                                               | 67                    | 107                   | 166                   | 213                   | 264                   | 302                   | 304                   | 245                   | 170                   | 100                   | 58                    | 45                    | 2,041                 |
| 출처 1: Pogoda.ru.net (평년값: 1991년~2020년, 극값: 1930년~현재) |                       |                       |                       |                       |                       |                       |                       |                       |                       |                       |                       |                       |                       |
| 출처 2: 덴마크 기상연구소 (일조시간: 1931년~1960년)              |                       |                       |                       |                       |                       |                       |                       |                       |                       |                       |                       |                       |                       |

## 인구
| 연도                | 인구      | ±%       |
| ------------------- | --------- | -------- |
| 1897                | 8,000     | —        |
| 1926                | 117,863   | +1373.3% |
| 1939                | 405,297   | +243.9%  |
| 1959                | 885,045   | +118.4%  |
| 1970                | 1,160,963 | +31.2%   |
| 1979                | 1,312,480 | +13.1%   |
| 1989                | 1,436,516 | +9.5%    |
| 2002                | 1,425,508 | −0.8%    |
| 2010                | 1,473,754 | +3.4%    |
| 2021                | 1,633,595 | +10.8%   |
| Source: Census data |           |          |

## 상징

### 휘장
노보시비르스크의 휘장은 (깃발과 함께) 노보시비르스크 시의 공식적 상징 중 하나이다.
현재의 휘장은 2004년 6월 23일 노보시비르스크 시의회 제 410번 결의안으로 채택되었다. 2008년 4월 22일 노보시비르스크 제 940번 결의안 "노보시비르스크 시의 공식적인 상징에 관한 건"으로 이전의 결의안은 효력을 잃었고, 휘장의 설명에 약간의 변경이 있었다. 휘장의 이미지는 이전과 동일하게 유지되었다.

#### 설명
노보시비르스크 시의 휘장은 방패 모양이며, 나눠진 면 중 담청색 좌측형 오디너리를 기준으로 왼쪽은 녹색 면과 은색 선으로 이뤄져 있고, 오른쪽은 은색으로 칠해져 있다. 그 위엔 오디너리로 분절된 실 모양의 띠가 있고, 이를 금색 반구형 반지가 위쪽으로 덮고 있다. 방패의 위엔 금색의 성 모양 왕관이 있으며, 성엔 각각 세 개의 여장이 있는 다섯 개의 감시탑이 있다.
방패잡이는 흑색 검은담비들로, 빨간 혀와 은색 코, 목덜미, 발톱을 가졌으며 귀의 안쪽이 은색이다.
지반은 구불구불하게 잘린 녹색, 담청색, 은색 벨트로, 녹색과 담청색 사이를 가르는 은사가 들어가 있다. 지반의 중앙에는 붉은 화살촉과 붉은 깃털이 달려있고 뒤집혀진 검은 화살 두 개가 있으며, 그 위에는 붉은 활이 있다.

#### 상징
푸른(청색)의 오디너리와 은색 파도는 오브 강을, 흑색-은색 얇은 띠는 시베리아 횡단 철도를 상징한다. 띠와 오디너리가 교차하는 지점엔 강을 지나는 교각이 형상화되어있다(금색 반구). 교각은 도시의 탄생과 발전의 기초가 되었다.
왕관(성)에 달린 이빨의 수는 수도로서의 노보시비르스크 시의 지위를 나타낸다. 검은담비와 활, 화살은 역사적으로 시베리아 휘장의 요소이다. 띠의 색은 노보시비르스크 시 깃발의 줄무늬를 따왔다.
휘장의 백색-녹색은 시베리아의 오래된 전통을 가진다. 초록색(녹색)은 건강과 이 지역의 자연적 풍요를 뜻하단다. 흰색 (은)은 정신의 순수성과, 도시를 긴 기간 동안 덮고 있는 눈을 뜻한다..

## 문화

### 극장
노보시비르스크의 극장들은 문화적 관광명소 중 하나이다. 그 중에서도 가장 잘 알려진 장소로는 오페라 발레 극장이 있으며, 이는 노보시비르스크의 상징 가운데 하나이다. 해당 건물은 1930년대부터 지어져 1945년에 완공되었으며, 러시아에서 가장 큰 극장이다. 2004~2005년엔 대규모의 재건축이 실시되었다.
다음은 노보시비르스크 내 극장 목록이다.
- 노보시비르스크 국립 오페라 발레 극장

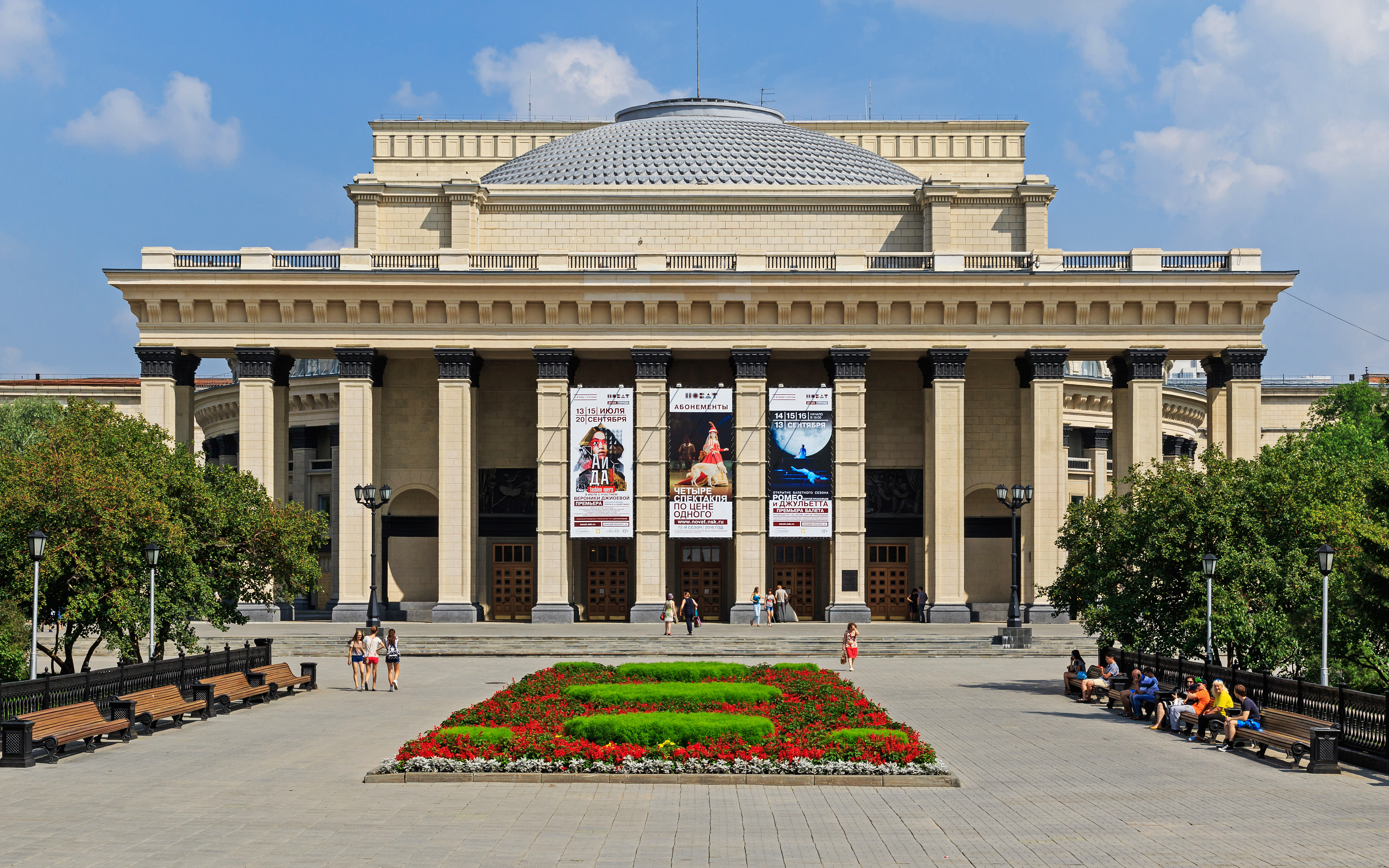
오페라 발레 극장

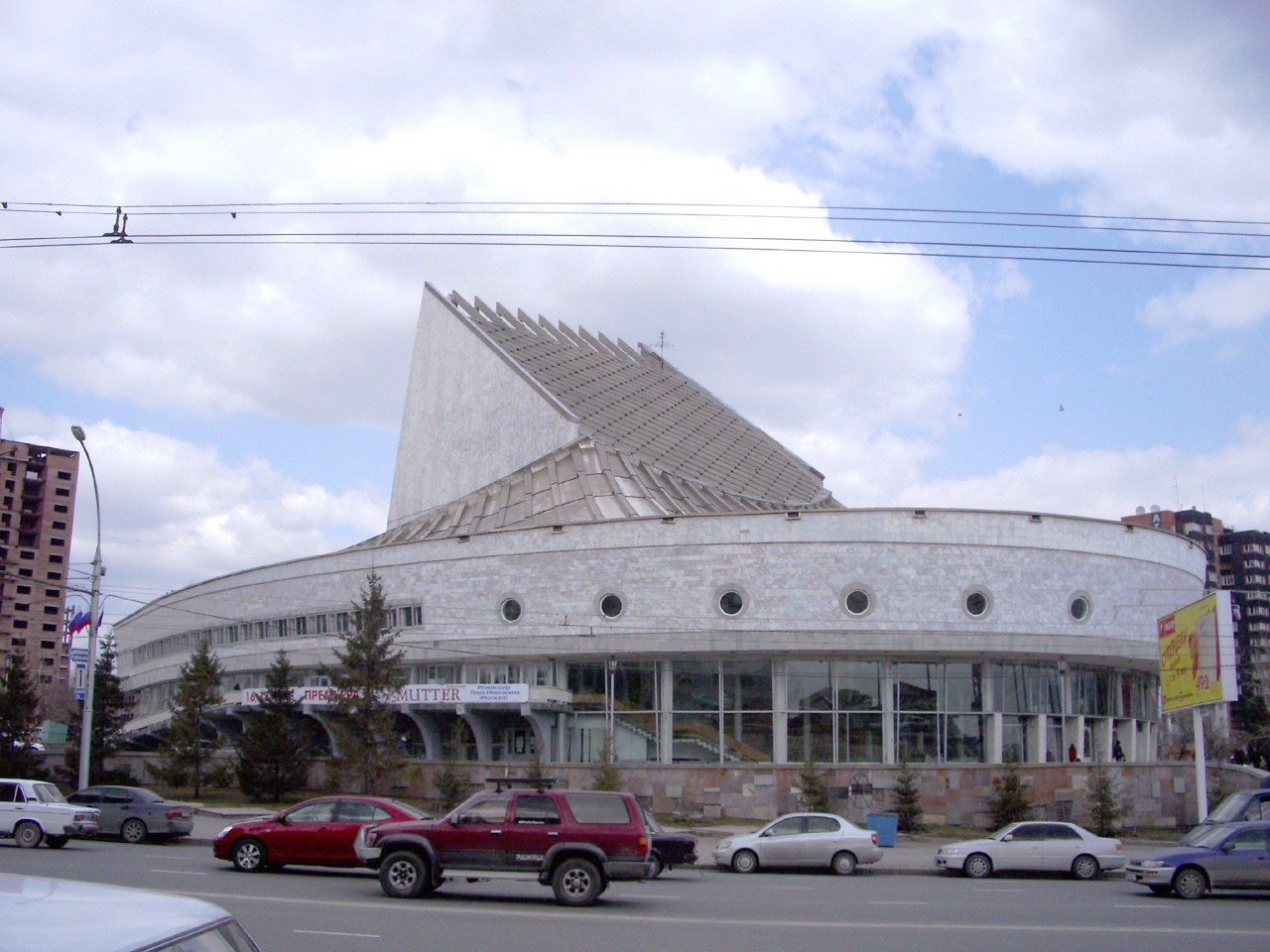
극장 «글로부스»

- 노보시비르스크 국립 드라마 극장 «스따릐 돔Старый Дом»
- 노보시비르스크 청년 극장 «글로부스Глобус»
- 노보시비르스크 국립 드라마 극장 «끄라스늬 파켈Красный факел»
- 노보시비르스크 세르게이 아파나시예비치 시립 드라마 극장
- 배우의 집(Дом актёра)
- 노보시비르스크 시립 드라마 극장 «왼편 강기슭에서На левом берегу»
- 노보시비르스크 뮤지컬 희극 극장
- 노보시비르스크 주립 인형극 극장

### 오케스트라
- 국립 아르놀드 까쯔 콘서트홀
- 노보시비르스크 국립 교향악단

### 영화관

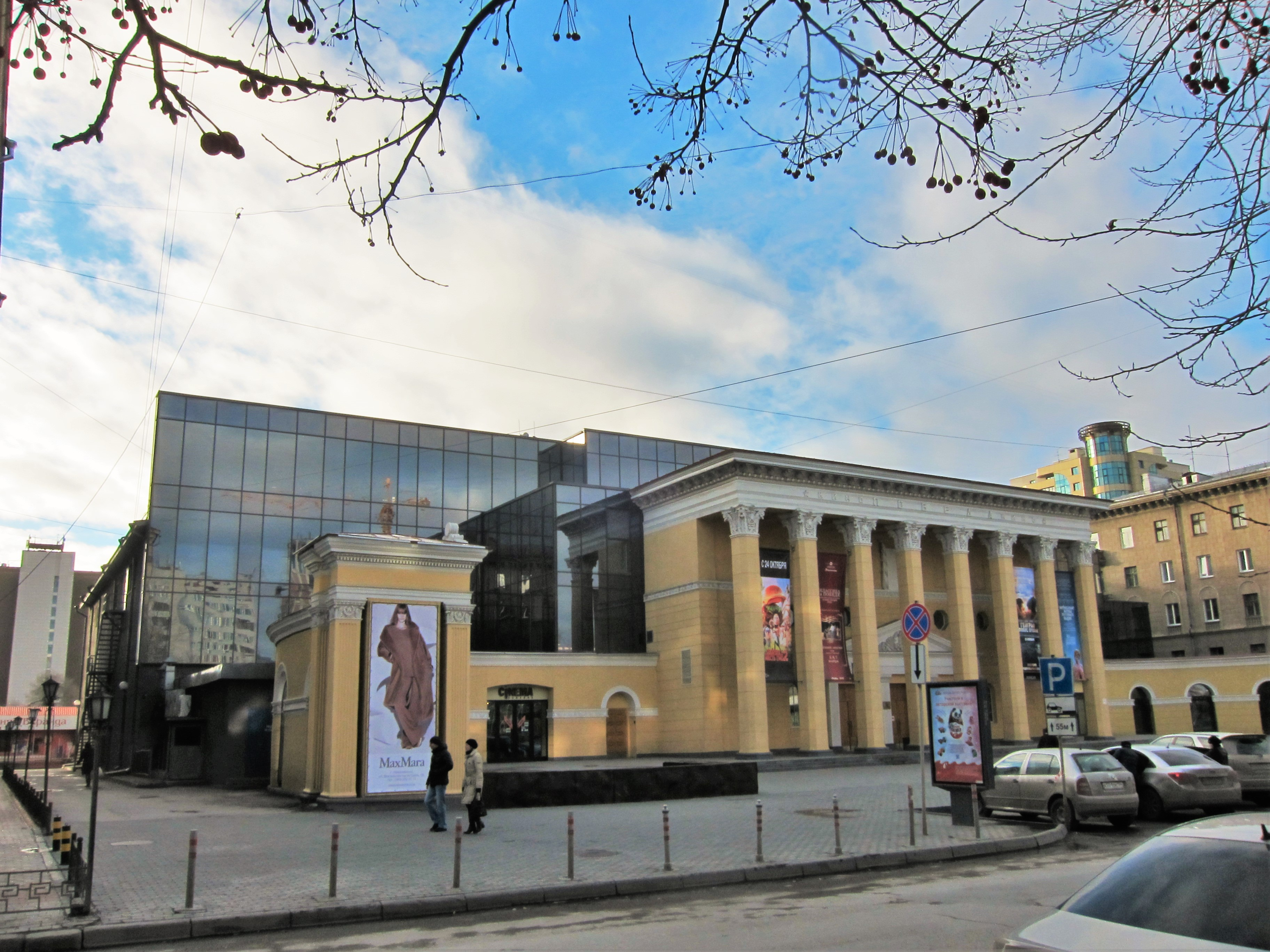
영화관 «뽀베다Победа»

노보시비르스크 내 영업 중인 영화관은 20개 이상이며, 가장 오래된 극장들로는 마야꼽스키 영화관(1923년, 구명칭 «로스끼노Роскино», «소프끼노Совкино»), «뽀베다Победа» (1926년, «프로룟키노Пролёткино», «옥땨브르Октябрь»), «아브로라Аврора», «고리존트Горизонт»가 있다. 극장들 내에는 3D 상영관이 있다. 또한 «시네마 파르크» 극장엔 IMAX와 IMAX 3D를 지원하는 상영관이 있으며, 4D를 지원하는 영화관 또한 있다.

## 행정구역
- 제르진스키 구(Дзержинский)
- 젤레즈노도로즈니 구(Железнодорожный)
- 자엘초프스키 구(Заельцовский)
- 칼리닌스키 구(Калининский)
- 키로프스키 구(Кировский)
- 레닌스키 구(Ленинский)
- 옥탸브리스키 구(Октябрьский)
- 페르보마이스키 구(Первомайский)
- 소베츠키 구(Советский)
- 중앙 구(Центральный)

## 자매 도시
노보시비르스크는 다음 도시들과 자매 도시 관계를 맺고 있다.
- 미국 미니애폴리스 (1989년)
- 미국 세인트폴 (1989년)
- 일본 삿포로시 (1990년)
- 중화인민공화국 몐양 시 (1994년)
- 대한민국 대전 (2001년)
- 불가리아 바르나 (2008년)
- 키르기스스탄 오시 (2009년)
- 우크라이나 하르키우 (2011년)
- 벨라루스 민스크 (2012년)
- 중화인민공화국 선양 (2013년)
- 아르메니아 예레반 (2014년)
- 우크라이나 세바스토폴 (2014년)
- 몽골 울란바토르 (2015년)
- 몰도바 티라스폴 (2016년)

## 참고 문헌
- Лучицкая, И. О.; Белая, Н. И.; Арбузов, С. А. (2014). 《Климат Новосибирска и его изменения》 [노보시비르스크의 기후와 이의 변화] (PDF) (pdf). 노보시비르스크: Издательство СО РАН. ISBN 978-5-7692-1399-1.